# Baurecht (Deutschland)
Baurecht bezeichnet in Deutschland die Gesamtheit der Rechtsnormen, die das Bauen betreffen.

## Geschichte
Niedergeschriebenes Baurecht gab es bereits in der Antike. Hierzu gehören etwa die Überlieferung des Corpus Juris. Auch das mittelalterliche Recht kannte baurechtliche Regelungen, wie etwa entsprechende Bestimmungen im Sachsenspiegel und im Schwabenspiegel. Das älteste überlieferte Bauordnungsrecht ist das mittelalterliche Stangenrecht. Diese Vorgaben sind aufgegangen z. B. 1568 in der Newen Bawordnung unter Herzog Christoph von Württemberg und in anderen nationalen Formen des Baurechts, vor allem, seit im 19. Jahrhundert in Anlehnung an den antiken Städtebau die Hygienegesetzgebung erneuert wurde. Viel Beachtung erlangte das Allgemeine Baugesetz des Königreichs Sachsen, das 1900 in Kraft trat und als erstes in Deutschland das gesamte Baurecht (Bauplanungsrecht und Bauordnung) in einem einzigen Erlass zusammenfasste.
1999 wurde der erste deutsche universitäre Lehrstuhl für deutsches und internationales öffentliches und privates Baurecht an der Technischen Universität Darmstadt eingerichtet. Der erste Inhaber war Axel Wirth.

## Einteilung
Üblicherweise wird das Baurecht unterteilt in privates Baurecht und öffentliches Baurecht. Ersteres bezeichnet Rechtsnormen des Privatrechts, die Grundeigentum und Nachbarrecht, Werkverträge, die etwa zur Vorbereitung und Durchführung eines Bauvorhabens geschlossen werden (Architektenvertrag, Bauvertrag mit Bauunternehmern usw.) regeln sowie die Nachbarrechtsgesetze der Bundesländer. Das öffentliche Baurecht dagegen umfasst jene Teile des öffentlichen Rechts, die (auch) Bauvorhaben betreffen. Innerhalb des öffentlichen Baurechts wird nochmals unterschieden zwischen dem Bauplanungsrecht – den Normen, die die Bebaubarkeit von Grundstücken regeln – und dem Bauordnungsrecht – den Normen, die nähere Vorschriften für einzelne Bauvorhaben regeln wie z. B. Sicherheits- und Gestaltungsvorschriften.
Daneben kann mit dem Begriff des „Baurechts“ auch das subjektive Recht gemeint sein, ein Grundstück bebauen zu dürfen.

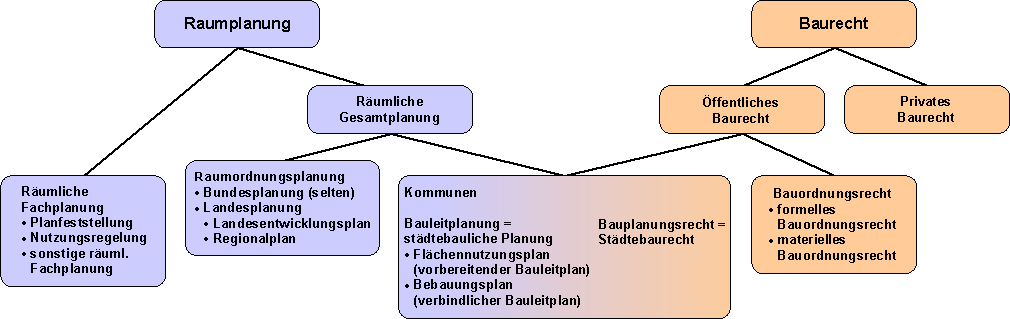
Raumplanung und Baurecht

## Privates Baurecht
Das private Baurecht regelt die rechtlichen Beziehungen zwischen den privaten Baubeteiligten. Der Schwerpunkt liegt bei den Beziehungen zwischen demjenigen, der ein Bauwerk in Auftrag gibt (Auftraggeber) (der Begriff Bauherr stammt aus dem öffentlichen Baurecht) und den Beteiligten, welche das Bauwerk planen und ausführen (wie z. B. Architekten, Ingenieure, Bauunternehmen und Handwerker) (Bauvertragsrecht).

## Öffentliches Baurecht
Das öffentliche Baurecht ist in Deutschland ein Teilgebiet des besonderen Verwaltungsrechts und umfasst die Gesamtheit der Rechtsvorschriften, die die Zulässigkeit und die Grenzen, die Ordnung und die Förderung der baulichen Nutzung des Bodens, insbesondere durch Errichtung, bestimmungsgemäße Nutzung, wesentliche Veränderung und Beseitigung baulicher Anlagen, betreffen.

### Bauplanungsrecht
Das öffentlich-rechtliche Planungsrecht findet sich im Wesentlichen im Baugesetzbuch (BauGB), der Baunutzungsverordnung (BauNVO) und der Planzeichenverordnung (PlanZV). Die Rechte aus dem Grundeigentum werden durch die Gesamtheit der baurechtlichen Regelungen eingeschränkt. Der Grundeigentümer muss diese Beschränkungen entschädigungslos hinnehmen, wenn sie sich im Rahmen der sog. Sozialbindung des Eigentums im Sinne des Art. 14 Abs. 2 Grundgesetzes bewegen („Eigentum verpflichtet“). Verlassen die Beschränkungen den Rahmen der Eigentumsbindung, dann stellen sie eine Enteignung dar, die entschädigt werden muss (Art. 14 Abs. 3 GG).
Die Bauleitplanung ist das Endglied eines Planungsprozesses, dessen Ausgangspunkt die Raumordnung in Bund und Länder ist. Die Bauleitplanung ist das zentrale Instrument für eine geordnete und nachhaltige städtebauliche Entwicklung. Form, Aufstellungsverfahren und möglicher Inhalt der Bauleitpläne werden durch das Baugesetzbuch und die Baunutzungsverordnung bestimmt. Die konkrete Planung ist Sache der Städte und Gemeinden; sie stellen die Bauleitpläne (Flächennutzungsplan, Bebauungspläne und sonstige städtebauliche Satzungen) in eigener Verantwortung auf.
Die Bauleitplanung ist nicht nur ein Selbstverwaltungsrecht für Gemeinden, sondern, wie sich aus § 1 Abs. 3 BauGB ergibt, auch eine Pflichtaufgabe der Gemeinde. Bauleitpläne sind aufzustellen, sobald und soweit es für die städtebauliche Entwicklung und Ordnung erforderlich ist; d. h., um die städtebauliche Entwicklung in geordnete Bahnen zu lenken.
Vereinfacht lässt sich sagen: das Bauplanungsrecht regelt, ob, was und wie viel gebaut werden darf.

### Bauordnungsrecht
Schwerpunkte des Bauordnungsrechts sind die Anforderungen an das Grundstück und seine Bebauung (z. B. Abstandsflächen, verkehrsmäßige Erschließung, Zahl der notwendigen Stellplätze), an einzelne Räume, Wohnungen und besondere Anlagen (zum Beispiel Stellplätze) sowie grundsätzliche Anforderungen an die Ausführung baulicher Anlagen und der wichtigsten Gebäudeteile (zum Beispiel Standsicherheit, Verkehrssicherheit, Brandschutz).
Wesentliche Aspekte des Bauordnungsrechts unterliegen der Hoheit der deutschen Länder und weichen teil signifikant voneinander ab. Die wichtigsten Grundlagen des Bauordnungsrechts finden sich mithin in den Landesbauordnungen der Bundesländer. Daneben gibt es Regelungen in Garagen-, Feuerungs-, Versammlungsstätten- und Verfahrensverordnungen.
In den Bauordnungen der Länder ist auch geregelt, welche Verfahrensarten für den Bauherrn zur Verfügung stehen, z. B. in Baden-Württemberg das Bauantragsverfahren, das vereinfachte Verfahren oder das Kenntnisgabeverfahren. Nicht alle Bauvorhaben sind aber genehmigungs- oder anzeigepflichtig. Die Bauordnungen führen zahlreiche Vorhaben auf, die verfahrensfrei sind.
Vereinfacht lässt sich sagen: das Bauordnungsrecht regelt, wie im Einzelnen gebaut werden darf.

## Baurecht als Studiengang
Im Bachelor-Bereich bietet die Hochschule Bochum einen Studiengang Bauingenieurwesen an, der auch Rechtsthemen abdeckt. An der Professional School der Leuphana Universität Lüneburg kann der Master Baurecht und Baumanagement berufsbegleitend studiert werden. Auch an der FH Münster kann der Master-Studiengang Baurecht im Lebenszyklus von Bauwerken studiert werden. Die Hochschule Karlsruhe behandelt in ihrem Bachelor Baubetrieb und Baumanagement und auch im Master Baumanagement ebenfalls den Komplex Baurecht.